# F.A.M.E. (album)
F.A.M.E là album phòng thu thứ tư của nam ca sĩ người Mỹ Chris Brown. Album được phát hành vào ngày 18 tháng 3 năm 2011 bởi hãng thu âm Jive. Brown đã làm việc với nhiều nhà sản xuất và nhạc sĩ cho album này, bao gồm Kevin McCall, Jean Baptiste, Brian Kennedy, DJ Frank E, The Underdogs, The Messengers, và nhiều người khác. Album có sự góp giọng của nhiều nghệ sĩ khác như McCall, Tyga, Lil Wayne, Busta Rhymes, Ludacris, Justin Bieber, Benny Benassi, Wiz Khalifa, Game, Timbaland và Big Sean.

## Danh sách ca khúc
| STT | Nhan đề                                                 | Sáng tác | Sản xuất                      | Thời lượng |
| --- | ------------------------------------------------------- | --- | ----------------------------- | ---------- |
| 1.  | "Deuces" (hợp tác với Tyga & Kevin McCall)              | Chris Brown, Michael Stevenson, Kevin McCall                                                                    | Kevin McCall                  | 4:36       |
| 2.  | "Up 2 You"                                              | Harvey Mason, Jr., Damon Thomas, Lamar Edwards, Eric Dawkins, Steve Russell, Dewain Whitmore, Jr.               | The Underdogs                 | 4:07       |
| 3.  | "No Bullshit"                                           | Brown, McCall, Christopher Whitacre, Justin Henderson                                                           | Tha Bizness                   | 4:07       |
| 4.  | "Look at Me Now" (hợp tác với Lil Wayne & Busta Rhymes) | Brown, Wesley Pentz, Jean Baptiste, Ryan Buendia, Dwayne Carter, Trevor Smith                                   | Diplo, Afrojack, Free School* | 3:42       |
| 5.  | "She Ain't You"                                         | Brown, Baptiste, Buendia, McCall, Jason Boyd, John Bettis, Steve Porcaro, Brian Morgan                          | Free School                   | 4:08       |
| 6.  | "Say It with Me"                                        | Brown, Harmony "H Money" Samuels, Courtney Harrell, Eric Bellinger                                              | H Money                       | 3:01       |
| 7.  | "Yeah 3x"                                               | Brown, Justin Franks, McCall, Amber Streeter, Adam Richard Wiles                                                | DJ Frank E                    | 4:01       |
| 8.  | "Next to You" (hợp tác với Justin Bieber)               | Brown, Nasri Atweh, Adam Messinger, Streeter                                                                    | The Messengers                | 4:25       |
| 9.  | "All Back"                                              | Timothy Bloom                                                                                                   | Timothy Bloom                 | 4:26       |
| 10. | "Wet the Bed" (hợp tác với Ludacris)                    | Brown, Derrick Baker, Steven Kubie ,McCall, Thomas, Streeter, Andre Merritt, Joseph Bereal, Christopher Bridges | Bigg D                        | 4:26       |
| 11. | "Oh My Love"                                            | Brown, Samuels, Harrell, Bellinger, Streeter                                                                    | H Money                       | 4:44       |
| 12. | "Should've Kissed You"                                  | Brown, Brian Kennedy, Antwoine Collins, Whitmore, Jr.                                                           | Brian Kennedy, T-Wiz, Brown*  | 4:24       |
| 13. | "Beautiful People" (hợp tác với Benny Benassi)          | Brown, Marco "Benny" Benassi, Alessandro "Alle" Benassi, Baptiste                                               | Benny Benassi, Alle Benassi   | 3:46       |

| Ca khúc tặng kèm bản Đặc biệt | Ca khúc tặng kèm bản Đặc biệt                              | Ca khúc tặng kèm bản Đặc biệt | Ca khúc tặng kèm bản Đặc biệt | Ca khúc tặng kèm bản Đặc biệt |
| STT                           | Nhan đề                                                    | Sáng tác | Sản xuất                      | Thời lượng                    |
| ----------------------------- | ---------------------------------------------------------- | --- | ----------------------------- | ----------------------------- |
| 14.                           | "Bomb" (hợp tác với Wiz Khalifa)                           | Brown, Baptiste, Buendia, Michael McHenry, Nick Marsh, McCall, Streeter, Steph Jones, Cameron Jabril Thomaz, Winston Delano Riley | Free School                   | 3:33                          |
| 15.                           | "Love the Girls" (hợp tác với Game)                        | Brown, Jamal Jones, India Boodram, Kesia Hollis, Jazmyn Michel, Jayceon Taylor                                                    | Polow da Don                  | 3:11                          |
| 16.                           | "Paper, Scissors, Rock" (hợp tác với Timbaland & Big Sean) | Timothy Mosley, Jerome "JRoc" Harmon, James Fauntleroy II, Sean Anderson                                                          | Timbaland, JRoc               | 3:46                          |
| 17.                           | "Beg for It"                                               | Brown, Jonathan Yip, Jeremy Reeves, Ray Romulus, Ray Charles McCullough II, Streeter, Merritt, Priscilla Hamilton                 | Stereotypes, Ra Charm*        | 3:44                          |

| Ca khúc tặng kèm bản Quốc tế Đặc biệt | Ca khúc tặng kèm bản Quốc tế Đặc biệt         | Ca khúc tặng kèm bản Quốc tế Đặc biệt         | Ca khúc tặng kèm bản Quốc tế Đặc biệt | Ca khúc tặng kèm bản Quốc tế Đặc biệt |
| STT                                   | Nhan đề                                       | Sáng tác                                      | Sản xuất                              | Thời lượng                            |
| ------------------------------------- | --------------------------------------------- | --------------------------------------------- | ------------------------------------- | ------------------------------------- |
| 18.                                   | "Champion" (Chipmunk hợp tác với Chris Brown) | Samuels, Jahmaal Fyffe, Bellinger, Erika Nuri | H-Money                               | 3:58                                  |

| Ca khúc tặng kèm bản đặc biệt ở Team Breezy | Ca khúc tặng kèm bản đặc biệt ở Team Breezy | Ca khúc tặng kèm bản đặc biệt ở Team Breezy | Ca khúc tặng kèm bản đặc biệt ở Team Breezy |
| STT                                         | Nhan đề                                     | Sáng tác                                    | Thời lượng                                  |
| ------------------------------------------- | ------------------------------------------- | ------------------------------------------- | ------------------------------------------- |
| 18.                                         | "All About You"                             | Brown                                       | 3:15                                        |

| Ca khúc tặng kèm bản đặc biệt ở Nhật | Ca khúc tặng kèm bản đặc biệt ở Nhật        | Ca khúc tặng kèm bản đặc biệt ở Nhật | Ca khúc tặng kèm bản đặc biệt ở Nhật | Ca khúc tặng kèm bản đặc biệt ở Nhật |
| STT                                  | Nhan đề                                     | Sáng tác                             | Sản xuất                             | Thời lượng                           |
| ------------------------------------ | ------------------------------------------- | ------------------------------------ | ------------------------------------ | ------------------------------------ |
| 18.                                  | "Talk Ya Ear Off"                           |                                      | Timbaland                            | 3:13                                 |
| 19.                                  | "Champion" (Chipmunk featuring Chris Brown) | Samuels, Fyffe, Bellinger, Nuri      | H-Money                              | 3:58                                 |

 •  (co.) Đồng sản xuất
Notes
- Ca khúc thứ 14, "Bomb" (hợp tác với Wiz Khalifa), chỉ xuất hiện trên iTunes Store trong một khoảng thời gian giới hạn.

## Liên kết khác
- Website chính thức
- F.A.M.E. trên Metacritic